# Ottawa (Kansas)
Ottawa es una ciudad ubicada en el condado de Franklin en el estado estadounidense de Kansas. En el año 2010 tenía una población de 12649 habitantes y una densidad poblacional de 726,95 personas por km².

## Geografía
Ottawa se encuentra ubicada en las coordenadas 38°36′43″N 95°15′59″O / 38.61194, -95.26639 (38.612044, -95.266513).

## Demografía
Según la Oficina del Censo en 2000 los ingresos medios por hogar en la localidad eran de $34,071 y los ingresos medios por familia eran $41,710. Los hombres tenían unos ingresos medios de $30,050 frente a los $22,891 para las mujeres. La renta per cápita para la localidad era de $16,840. Alrededor del 9.0% de la población estaban por debajo del umbral de pobreza.